# Liste der Nummer-eins-Hits in Schweden (2007)
Dies ist eine Liste der Nummer-eins-Hits in Schweden im Jahr 2007. Sie basiert auf den offiziellen Single und Album Top 60, die im Auftrag der Grammofon Leverantörernas Förening (GLF), dem schwedischen Vertreter der International Federation of the Phonographic Industry, erstellt werden. Es gab in diesem Jahr 23 Nummer-eins-Singles und 28 Nummer-eins-Alben.

## Singles
| ← 2006 ← | Liste der Nummer-eins-Hits in Schweden | Liste der Nummer-eins-Hits in Schweden | Liste der Nummer-eins-Hits in Schweden | 2008 →                    |
| \| Zeitraum \| Wo. ges. \| Interpret \| Titel Autor(en) \| Zusätzliche Informationen \| \| (Zeitraum, Wochen auf Platz eins, Interpret, Titel, Autor[en], zusätzliche Informationen) \| \| \| \| \| \| ----------------------------------------------------------------------------------------- \| -------- \| ----------------------------------- \| ------------------------ \| ------------------------- \| \| 7. Dezember 2006 – 24. Januar 2007 7 Wochen \| 7 \| Markus Fagervall \| Everything Changes \| – \| \| 25. Januar 2007 – 31. Januar 2007 1 Woche \| 1 \| United DJ’s vs. Pandora \| Don’t You Know \| – \| \| 1. Februar 2007 – 7. Februar 2007 1 Woche \| 1 \| Erik Segerstedt \| I Can’t Say I’m Sorry \| – \| \| 8. Februar 2007 – 21. Februar 2007 2 Wochen \| 2 \| Markoolio & Linda Bengtzing \| Värsta schlagern \| – \| \| 22. Februar 2007 – 7. März 2007 2 Wochen \| 2 \| Danny Saucedo \| Tokyo \| – \| \| 8. März 2007 – 14. März 2007 1 Woche \| 1 \| Avril Lavigne \| Girlfriend \| – \| \| 15. März 2007 – 4. April 2007 3 Wochen (insgesamt 4) \| 4 \| The Ark \| The Worrying Kind \| – \| \| 5. April 2007 – 2. Mai 2007 4 Wochen \| 4 \| Måns Zelmerlöw \| Cara mia \| – \| \| 3. Mai 2007 – 9. Mai 2007 1 Woche (insgesamt 4) \| 4 \| The Ark \| The Worrying Kind \| – \| \| 10. Mai 2007 – 16. Mai 2007 1 Woche \| 1 \| Frida \| Dunka mig gul & blå \| – \| \| 17. Mai 2007 – 23. Mai 2007 1 Woche (insgesamt 5) \| 5 \| Markoolio \| Ingen sommar utan reggae \| – \| \| 24. Mai 2007 – 30. Mai 2007 1 Woche \| 1 \| E-Type \| True Believer \| – \| \| 31. Mai 2007 – 6. Juni 2007 1 Woche \| 1 \| Per Gessle \| En händig man \| – \| \| 7. Juni 2007 – 13. Juni 2007 1 Woche \| 1 \| Danny \| Play It for the Girls \| – \| \| 14. Juni 2007 – 27. Juni 2007 2 Wochen (insgesamt 5) \| 5 \| Markoolio \| Ingen sommar utan reggae \| – \| \| 28. Juni 2007 – 11. Juli 2007 2 Wochen (insgesamt 6) \| 6 \| Ola \| Natalie \| – \| \| 12. Juli 2007 – 25. Juli 2007 2 Wochen (insgesamt 5) \| 5 \| Markoolio \| Ingen sommar utan reggae \| – \| \| 26. Juli 2007 – 8. August 2007 2 Wochen (insgesamt 6) \| 6 \| Ola \| Natalie \| – \| \| 9. August 2007 – 15. August 2007 1 Woche \| 1 \| 6 AM feat. Cissi Ramsby \| I’m Gay \| – \| \| 16. August 2007 – 29. August 2007 2 Wochen (insgesamt 6) \| 6 \| Ola \| Natalie \| – \| \| 30. August 2007 – 19. September 2007 3 Wochen \| 3 \| Lars Winnerbäck i duett med Miss Li \| Om du lämnade mig nu \| – \| \| 20. September 2007 – 10. Oktober 2007 3 Wochen \| 3 \| Martin Stenmarck \| 100 år från nu (Blundar) \| – \| \| 11. Oktober 2007 – 31. Oktober 2007 3 Wochen \| 3 \| Magnus Uggla \| Pärlor åt svin \| – \| \| 1. November 2007 – 7. November 2007 1 Woche \| 1 \| Laakso \| Västerbron & Vampires EP \| – \| \| 8. November 2007 – 21. November 2007 2 Wochen (insgesamt 4) \| 4 \| Timbaland presents OneRepublic \| Apologize \| – \| \| 22. November 2007 – 28. November 2007 1 Woche \| 1 \| Ola \| S.O.S. \| – \| \| 29. November 2007 – 12. Dezember 2007 2 Wochen (insgesamt 4) \| 4 \| Timbaland presents OneRepublic \| Apologize \| – \| \| 13. Dezember 2007 – 26. Dezember 2007 2 Wochen \| 2 \| Marie Picasso \| This Moment \| – \| \| 27. Dezember 2007 – 6. Februar 2008 6 Wochen \| 6 \| E.M.D. \| All for Love \| – \| |                                        |                                        |                                        |                           |
| ← 2006 |                                        |                                        |                                        | → 2008 →                  |
| Zeitraum | Wo. ges.                               | Interpret                              | Titel Autor(en)                        | Zusätzliche Informationen |
| (Zeitraum, Wochen auf Platz eins, Interpret, Titel, Autor[en], zusätzliche Informationen) |                                        |                                        |                                        |                           |
| 7. Dezember 2006 – 24. Januar 2007 7 Wochen | 7                                      | Markus Fagervall                       | Everything Changes                     | –                         |
| 25. Januar 2007 – 31. Januar 2007 1 Woche | 1                                      | United DJ’s vs. Pandora                | Don’t You Know                         | –                         |
| 1. Februar 2007 – 7. Februar 2007 1 Woche | 1                                      | Erik Segerstedt                        | I Can’t Say I’m Sorry                  | –                         |
| 8. Februar 2007 – 21. Februar 2007 2 Wochen | 2                                      | Markoolio & Linda Bengtzing            | Värsta schlagern                       | –                         |
| 22. Februar 2007 – 7. März 2007 2 Wochen | 2                                      | Danny Saucedo                          | Tokyo                                  | –                         |
| 8. März 2007 – 14. März 2007 1 Woche | 1                                      | Avril Lavigne                          | Girlfriend                             | –                         |
| 15. März 2007 – 4. April 2007 3 Wochen (insgesamt 4) | 4                                      | The Ark                                | The Worrying Kind                      | –                         |
| 5. April 2007 – 2. Mai 2007 4 Wochen | 4                                      | Måns Zelmerlöw                         | Cara mia                               | –                         |
| 3. Mai 2007 – 9. Mai 2007 1 Woche (insgesamt 4) | 4                                      | The Ark                                | The Worrying Kind                      | –                         |
| 10. Mai 2007 – 16. Mai 2007 1 Woche | 1                                      | Frida                                  | Dunka mig gul & blå                    | –                         |
| 17. Mai 2007 – 23. Mai 2007 1 Woche (insgesamt 5) | 5                                      | Markoolio                              | Ingen sommar utan reggae               | –                         |
| 24. Mai 2007 – 30. Mai 2007 1 Woche | 1                                      | E-Type                                 | True Believer                          | –                         |
| 31. Mai 2007 – 6. Juni 2007 1 Woche | 1                                      | Per Gessle                             | En händig man                          | –                         |
| 7. Juni 2007 – 13. Juni 2007 1 Woche | 1                                      | Danny                                  | Play It for the Girls                  | –                         |
| 14. Juni 2007 – 27. Juni 2007 2 Wochen (insgesamt 5) | 5                                      | Markoolio                              | Ingen sommar utan reggae               | –                         |
| 28. Juni 2007 – 11. Juli 2007 2 Wochen (insgesamt 6) | 6                                      | Ola                                    | Natalie                                | –                         |
| 12. Juli 2007 – 25. Juli 2007 2 Wochen (insgesamt 5) | 5                                      | Markoolio                              | Ingen sommar utan reggae               | –                         |
| 26. Juli 2007 – 8. August 2007 2 Wochen (insgesamt 6) | 6                                      | Ola                                    | Natalie                                | –                         |
| 9. August 2007 – 15. August 2007 1 Woche | 1                                      | 6 AM feat. Cissi Ramsby                | I’m Gay                                | –                         |
| 16. August 2007 – 29. August 2007 2 Wochen (insgesamt 6) | 6                                      | Ola                                    | Natalie                                | –                         |
| 30. August 2007 – 19. September 2007 3 Wochen | 3                                      | Lars Winnerbäck i duett med Miss Li    | Om du lämnade mig nu                   | –                         |
| 20. September 2007 – 10. Oktober 2007 3 Wochen | 3                                      | Martin Stenmarck                       | 100 år från nu (Blundar)               | –                         |
| 11. Oktober 2007 – 31. Oktober 2007 3 Wochen | 3                                      | Magnus Uggla                           | Pärlor åt svin                         | –                         |
| 1. November 2007 – 7. November 2007 1 Woche | 1                                      | Laakso                                 | Västerbron & Vampires EP               | –                         |
| 8. November 2007 – 21. November 2007 2 Wochen (insgesamt 4) | 4                                      | Timbaland presents OneRepublic         | Apologize                              | –                         |
| 22. November 2007 – 28. November 2007 1 Woche | 1                                      | Ola                                    | S.O.S.                                 | –                         |
| 29. November 2007 – 12. Dezember 2007 2 Wochen (insgesamt 4) | 4                                      | Timbaland presents OneRepublic         | Apologize                              | –                         |
| 13. Dezember 2007 – 26. Dezember 2007 2 Wochen | 2                                      | Marie Picasso                          | This Moment                            | –                         |
| 27. Dezember 2007 – 6. Februar 2008 6 Wochen | 6                                      | E.M.D.                                 | All for Love                           | –                         |

## Alben
| ← 2006 ← | Liste der Nummer-eins-Hits in Schweden | Liste der Nummer-eins-Hits in Schweden | Liste der Nummer-eins-Hits in Schweden | 2008 →                    |
| \| Zeitraum \| Wo. ges. \| Interpret \| Titel \| Zusätzliche Informationen \| \| (Zeitraum, Wochen auf Platz eins, Interpret, Titel, zusätzliche Informationen) \| \| \| \| \| \| ------------------------------------------------------------------------------ \| -------- \| ----------------- \| ------------------------------------ \| ------------------------- \| \| 21. Dezember 2006 – 10. Januar 2007 3 Wochen \| 3 \| Markus Fagervall \| Echo Heart \| – \| \| 11. Januar 2007 – 31. Januar 2007 3 Wochen \| 3 \| Lasse Stefanz \| 40 ljuva år! \| – \| \| 1. Februar 2007 – 7. Februar 2007 1 Woche \| 1 \| Salem Al Fakir \| This Is Who I Am \| – \| \| 8. Februar 2007 – 28. Februar 2007 3 Wochen \| 3 \| Norah Jones \| Not Too Late \| – \| \| 1. März 2007 – 7. März 2007 1 Woche \| 1 \| Timbuktu \| Oberoendeframkallande \| – \| \| 8. März 2007 – 21. März 2007 2 Wochen \| 2 \| Ingmar Nordströms \| Saxparty favoriter \| – \| \| 22. März 2007 – 28. März 2007 1 Woche \| 1 \| Dolly Parton \| The Very Best Of \| – \| \| 29. März 2007 – 4. April 2007 1 Woche \| 1 \| Marie Lindberg \| Trying to Recall \| – \| \| 5. April 2007 – 11. April 2007 1 Woche \| 1 \| Sällskapet \| Sällskapet \| – \| \| 12. April 2007 – 18. April 2007 1 Woche \| 1 \| Eldkvarn \| Svart blogg \| – \| \| 19. April 2007 – 16. Mai 2007 4 Wochen \| 4 \| The Ark \| Player for the Weekend \| – \| \| 17. Mai 2007 – 23. Mai 2007 1 Woche \| 1 \| Linkin Park \| Minutes to Midnight \| – \| \| 24. Mai 2007 – 30. Mai 2007 1 Woche \| 1 \| Takida \| Bury the Lies \| – \| \| 31. Mai 2007 – 6. Juni 2007 1 Woche \| 1 \| Måns Zelmerlöw \| Stand By For … \| – \| \| 7. Juni 2007 – 13. Juni 2007 1 Woche \| 1 \| Danny \| Heart Beats \| – \| \| 14. Juni 2007 – 20. Juni 2007 1 Woche \| 1 \| Tokio Hotel \| Scream \| – \| \| 21. Juni 2007 – 11. Juli 2007 3 Wochen \| 3 \| Per Gessle \| En händig man \| – \| \| 12. Juli 2007 – 1. August 2007 3 Wochen \| 3 \| Lasse Stefanz \| Vagabond \| – \| \| 2. August 2007 – 15. August 2007 2 Wochen \| 2 \| Eva Dahlgren \| En blekt blondins ballader–1980–2005 \| – \| \| 16. August 2007 – 29. August 2007 2 Wochen \| 2 \| Elvis Presley \| The Essential Elvis Presley \| – \| \| 30. August 2007 – 12. September 2007 2 Wochen \| 2 \| Moneybrother \| Mount Pleasure \| – \| \| 13. September 2007 – 19. September 2007 1 Woche \| 1 \| Jens Lekman \| Night Falls over Kortedala \| – \| \| 20. September 2007 – 3. Oktober 2007 2 Wochen (insgesamt 5) \| 5 \| Paul Potts \| One Chance \| – \| \| 4. Oktober 2007 – 10. Oktober 2007 1 Woche (insgesamt 3) \| 3 \| Lars Winnerbäck \| Daugava \| – \| \| 11. Oktober 2007 – 17. Oktober 2007 1 Woche \| 1 \| Bruce Springsteen \| Magic \| – \| \| 18. Oktober 2007 – 14. November 2007 4 Wochen \| 4 \| Kent \| Tillbaka till samtiden \| – \| \| 15. November 2007 – 21. November 2007 1 Woche (insgesamt 5) \| 5 \| Paul Potts \| One Chance \| – \| \| 22. November 2007 – 5. Dezember 2007 2 Wochen (insgesamt 3) \| 3 \| Carola \| I denna natt blir världen ny \| – \| \| 6. Dezember 2007 – 12. Dezember 2007 1 Woche (insgesamt 5) \| 5 \| Paul Potts \| One Chance \| – \| \| 13. Dezember 2007 – 19. Dezember 2007 1 Woche (insgesamt 3) \| 3 \| Carola \| I denna natt blir världen ny \| – \| \| 20. Dezember 2007 – 26. Dezember 2007 1 Woche (insgesamt 5) \| 5 \| Paul Potts \| One Chance \| – \| \| 27. Dezember 2007 – 16. Januar 2008 3 Wochen \| 3 \| Marie Picasso \| The Secret \| – \| |                                        |                                        |                                        |                           |
| ← 2006 |                                        |                                        |                                        | → 2008 →                  |
| Zeitraum | Wo. ges.                               | Interpret                              | Titel                                  | Zusätzliche Informationen |
| (Zeitraum, Wochen auf Platz eins, Interpret, Titel, zusätzliche Informationen) |                                        |                                        |                                        |                           |
| 21. Dezember 2006 – 10. Januar 2007 3 Wochen | 3                                      | Markus Fagervall                       | Echo Heart                             | –                         |
| 11. Januar 2007 – 31. Januar 2007 3 Wochen | 3                                      | Lasse Stefanz                          | 40 ljuva år!                           | –                         |
| 1. Februar 2007 – 7. Februar 2007 1 Woche | 1                                      | Salem Al Fakir                         | This Is Who I Am                       | –                         |
| 8. Februar 2007 – 28. Februar 2007 3 Wochen | 3                                      | Norah Jones                            | Not Too Late                           | –                         |
| 1. März 2007 – 7. März 2007 1 Woche | 1                                      | Timbuktu                               | Oberoendeframkallande                  | –                         |
| 8. März 2007 – 21. März 2007 2 Wochen | 2                                      | Ingmar Nordströms                      | Saxparty favoriter                     | –                         |
| 22. März 2007 – 28. März 2007 1 Woche | 1                                      | Dolly Parton                           | The Very Best Of                       | –                         |
| 29. März 2007 – 4. April 2007 1 Woche | 1                                      | Marie Lindberg                         | Trying to Recall                       | –                         |
| 5. April 2007 – 11. April 2007 1 Woche | 1                                      | Sällskapet                             | Sällskapet                             | –                         |
| 12. April 2007 – 18. April 2007 1 Woche | 1                                      | Eldkvarn                               | Svart blogg                            | –                         |
| 19. April 2007 – 16. Mai 2007 4 Wochen | 4                                      | The Ark                                | Player for the Weekend                 | –                         |
| 17. Mai 2007 – 23. Mai 2007 1 Woche | 1                                      | Linkin Park                            | Minutes to Midnight                    | –                         |
| 24. Mai 2007 – 30. Mai 2007 1 Woche | 1                                      | Takida                                 | Bury the Lies                          | –                         |
| 31. Mai 2007 – 6. Juni 2007 1 Woche | 1                                      | Måns Zelmerlöw                         | Stand By For …                         | –                         |
| 7. Juni 2007 – 13. Juni 2007 1 Woche | 1                                      | Danny                                  | Heart Beats                            | –                         |
| 14. Juni 2007 – 20. Juni 2007 1 Woche | 1                                      | Tokio Hotel                            | Scream                                 | –                         |
| 21. Juni 2007 – 11. Juli 2007 3 Wochen | 3                                      | Per Gessle                             | En händig man                          | –                         |
| 12. Juli 2007 – 1. August 2007 3 Wochen | 3                                      | Lasse Stefanz                          | Vagabond                               | –                         |
| 2. August 2007 – 15. August 2007 2 Wochen | 2                                      | Eva Dahlgren                           | En blekt blondins ballader–1980–2005   | –                         |
| 16. August 2007 – 29. August 2007 2 Wochen | 2                                      | Elvis Presley                          | The Essential Elvis Presley            | –                         |
| 30. August 2007 – 12. September 2007 2 Wochen | 2                                      | Moneybrother                           | Mount Pleasure                         | –                         |
| 13. September 2007 – 19. September 2007 1 Woche | 1                                      | Jens Lekman                            | Night Falls over Kortedala             | –                         |
| 20. September 2007 – 3. Oktober 2007 2 Wochen (insgesamt 5) | 5                                      | Paul Potts                             | One Chance                             | –                         |
| 4. Oktober 2007 – 10. Oktober 2007 1 Woche (insgesamt 3) | 3                                      | Lars Winnerbäck                        | Daugava                                | –                         |
| 11. Oktober 2007 – 17. Oktober 2007 1 Woche | 1                                      | Bruce Springsteen                      | Magic                                  | –                         |
| 18. Oktober 2007 – 14. November 2007 4 Wochen | 4                                      | Kent                                   | Tillbaka till samtiden                 | –                         |
| 15. November 2007 – 21. November 2007 1 Woche (insgesamt 5) | 5                                      | Paul Potts                             | One Chance                             | –                         |
| 22. November 2007 – 5. Dezember 2007 2 Wochen (insgesamt 3) | 3                                      | Carola                                 | I denna natt blir världen ny           | –                         |
| 6. Dezember 2007 – 12. Dezember 2007 1 Woche (insgesamt 5) | 5                                      | Paul Potts                             | One Chance                             | –                         |
| 13. Dezember 2007 – 19. Dezember 2007 1 Woche (insgesamt 3) | 3                                      | Carola                                 | I denna natt blir världen ny           | –                         |
| 20. Dezember 2007 – 26. Dezember 2007 1 Woche (insgesamt 5) | 5                                      | Paul Potts                             | One Chance                             | –                         |
| 27. Dezember 2007 – 16. Januar 2008 3 Wochen | 3                                      | Marie Picasso                          | The Secret                             | –                         |